# Bernard Ziegler
Bernard Ziegler   (Boulogne-Billancourt, 12 de març de 1933 - Pibrac, 4 de maig de 2021) fou un enginyer i pilot de proves francès. Entre altres fites, pilotà els primers vols de l'Airbus A300, l'A310, l'A320 i l'A340-200. Era fill d'Henri Ziegler, primer conseller delegat d'Airbus.
El 1954 fou admès a l'École Polytechnique, després de la qual passà a l'École de l'Air per esdevenir pilot d'avions de reacció. Fou destinat a la Guerra d'Algèria. El 29 d'agost del 1961, mentre pilotava el seu F-84, provocà la caiguda de tres telecabines de la Vall Blanca quan en tallà accidentalment el cable de tracció. L'accident deixà sis víctimes mortals. Ziegler fou absolt de tota responsabilitat penal. El 1961 continuà els seus estudis entrant a l'École nationale supérieure de l'aéronautique et de l'espace (SUPAERO) i seguidament a l'École du personnel navigant d'essais et de réception (EPNER), l'escola francesa de pilots de prova. Després d'entrar al Centre d'essais en vol, el 1968 esdevingué pilot de proves en cap del Dassault Mirage G.
El 1972, començà a treballar a Aérospatiale amb la creació del departament de vols de prova d'Airbus. El 28 d'octubre del 1972, Ziegler dugué a terme el seu primer vol com a pilot de proves d'Airbus. Seguidament, participà en el primer vol de l'Airbus A310, avió en el qual contribuí a redissenyar la cabina de vol per poder prescindir de l'enginyer de vol.
Posteriorment participà en la introducció del control per senyals elèctrics en l'A320, el primer avió de passatgers equipat amb aquest sistema, així com en el seu primer vol.
L'octubre del 1991 pilotà el primer vol de l'A340-200. El juny del 1993 formà part de la tripulació de l'A340-200 batejat World Ranger, que dugué a terme el vol més llarg d'un avió civil, circumnavegant el món amb una sola escala i en menys de 48 hores.
Seguidament fou nomenat vicepresident sènior d'enginyeria d'Airbus, càrrec en el qual es mantingué fins a la seva jubilació el 1997.
El març del 2006, juntament amb cinc altres persones, Ziegler fou investigat com a enginyer en cap del programa Airbus A320 amb ocasió de l'obertura del procés de l'accident del vol 148 d'Air Inter, que havia tingut lloc el 1992. Tant Ziegler com els altres acusats foren absolts pel tribunal.